# Superstar II
Il Superstar II è un traghetto appartenente alla compagnia di navigazione greca Seajets.

## Servizio
Varato il 21 novembre 1984 nel cantiere navale Nakskov Skibsværft A/S di Nakskov con il nome di Peder Paars e consegnato il 18 ottobre 1985 alla Danske Statsbaner, prende servizio il giorno successivo nei collegamenti tra Aarhus e Kalundborg.

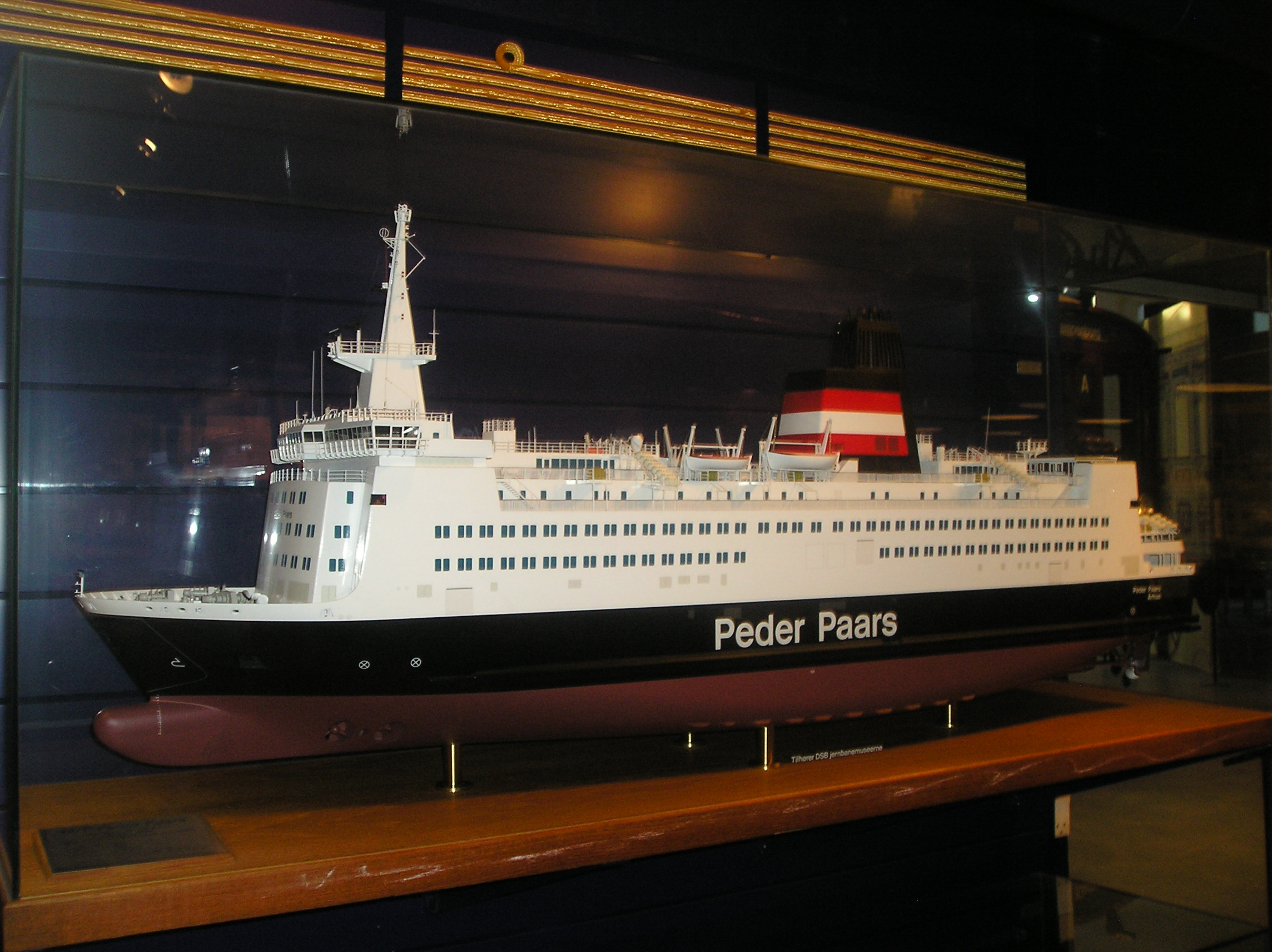
Un modellino del Peder Paars.

Il 2 maggio 1990 viene venduto alla Stena Line, con consegna prevista a maggio 1991.
L'11 maggio 1991 termina il servizio per Danske Statsbaner e il 16 maggio viene trasferito nei cantieri navali Schichau-Seebeckswerft di Bremerhaven, dove viene sottoposto a lavori di ristrutturazione e ribattezzato Stena Invicta. Il 4 luglio giunge a Dover e tre giorni dopo prende servizio nei collegamenti tra Dover e Calais sotto le insegne della Sealink Stena Line.

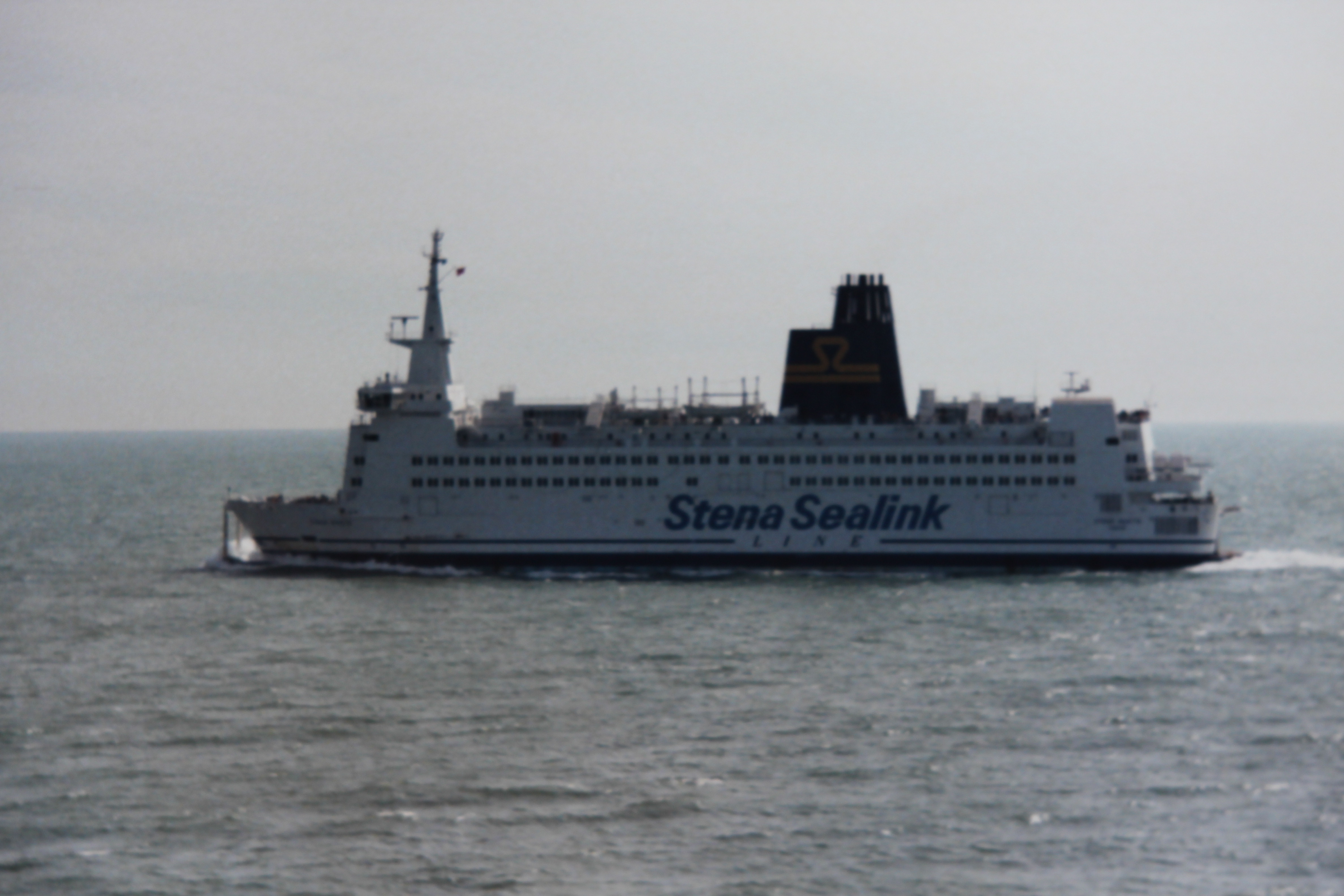
Lo Stena Invicta in navigazione nel canale della Manica nel 1993.

Il 18 febbraio 1998 viene ritirato dal servizio e disarmato a Bremerhaven.
Nell'aprile del 1998 viene noleggiato alla Silja Line e dal 20 aprile al 15 settembre opera nei collegamenti tra Umeå e Vaasa con il nome d'arte di Wasa Juilee. Terminato il noleggio, salpa per Zeebrugge, dove viene di nuovo disarmato.
Il 12 dicembre 1999 torna in servizio sotto le insegne della P&O Stena Line nei collegamenti tra Holyhead e Dún Laoghaire.
Dal 28 febbraio al 20 marzo 2000 opera nei collegamenti tra Fishguard e Rosslare.
Nell'aprile del 2000 viene noleggiato alla Color Line con opzione d'acquisto e viene trasferito in cantiere a Drammen, dove viene sottoposto a lavori di ristrutturazione. Ribattezzato Color Viking, il 14 giugno prende servizio nei collegamenti tra Strömstad e Sandefjord.
L'8 maggio 2001 viene ceduto a titolo definitivo alla Color Line per circa 145 milione di corone norvegesi e issa bandiera norvegese.

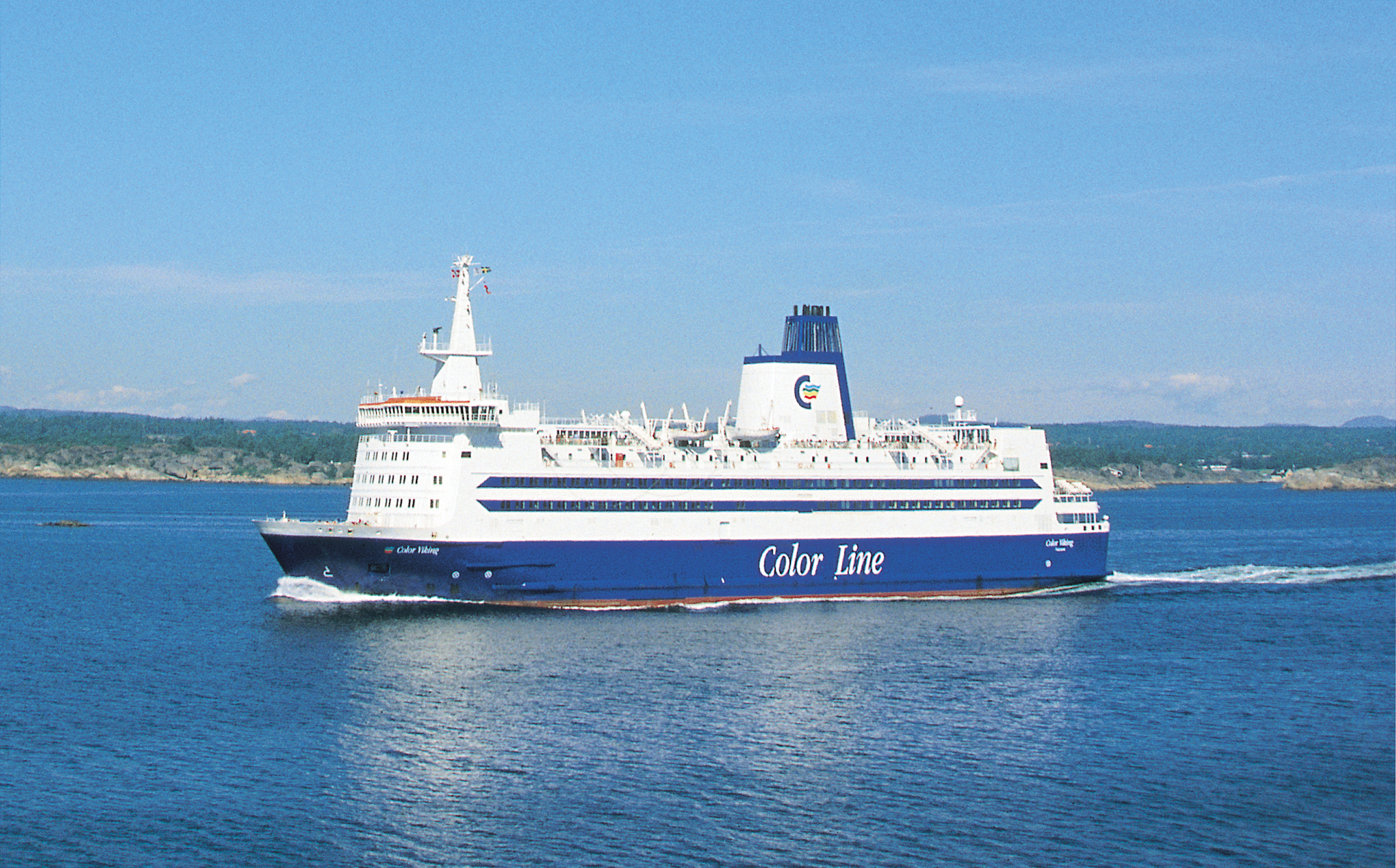
Il Color Viking in navigazione nel 2010.

Il 13 gennaio 2011, durante la navigazione verso Strömstad, scoppia un incendio nella sala macchine del traghetto, prontamente domato dall'equipaggio.
Il 15 marzo 2020 viene disarmato a Strömstad in seguito alla chiusura delle frontiere a causa della pandemia di COVID-19.  Dal 28 ottobre al 12 dicembre 2021 torna in servizio sulla Strömstad-Sandefjord. Il giorno stesso torna in disarmo a Strömstad.

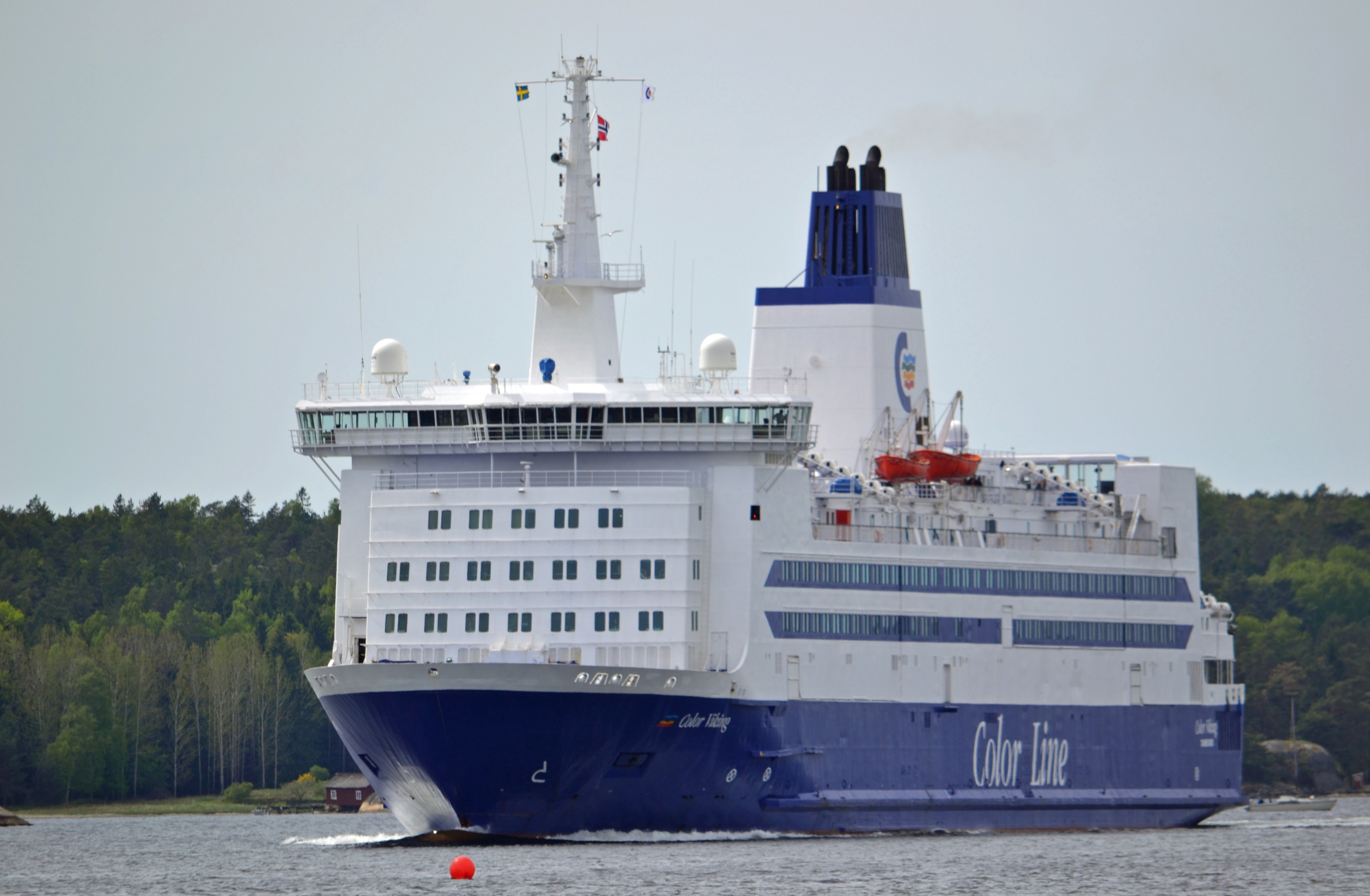
Il Color Viking in navigazione nei pressi di Strömstad nel 2013.

Dal 28 febbraio al 20 novembre 2022 torna in servizio sulla Strömstad-Sandefjord. Il giorno stesso viene ritirato dal servizio e messo in vendita nel cantiere navale di Odense.
Il 1º dicembre 2022 viene venduto alla Seajets, con consegna prevista a febbraio 2023.
Il 17 febbraio 2023 viene consegnato alla Seajets e il 23 febbraio salpa da Sandefjord per i cantieri del Pireo, dove giunge il 4 marzo successivo e dove viene sottoposto a profondi lavori di ristrutturazione.
Ad inizio luglio del 2025 prende servizio nei collegamenti tra Il Pireo e le Cicladi.

## Navi gemelle
- Stena Nautica